# Вилка (инструмент)

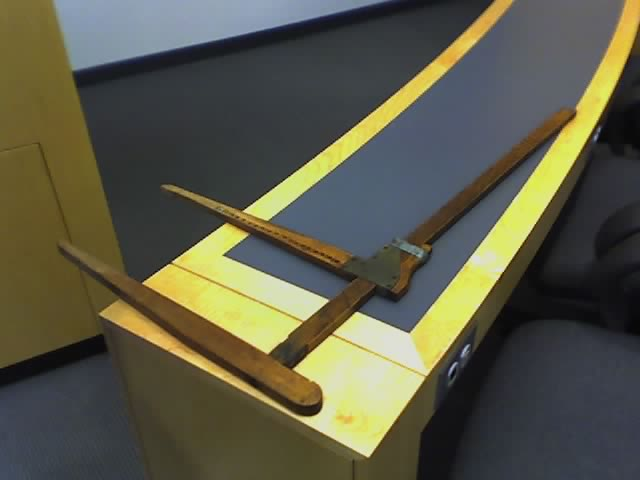
Мерная вилка

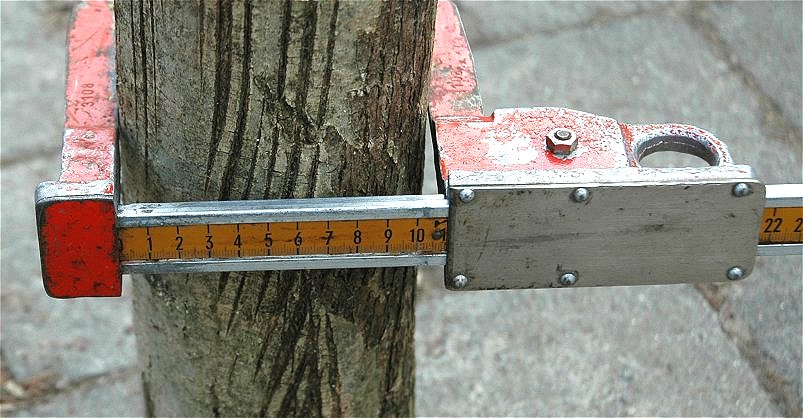
Следует избегать измерения диаметров в местах наплывов, утолщений, раздвоения ствола

Ви́лка мерная (также пахиметр, скоба, толстомер) — инструмент, служащий для измерения диаметра поперечного сечения стволов деревьев, брёвен и тому подобного.

## Устройство
Мерные вилки по материалу изготовления бывают:
- деревянные;
- текстолитовые;
- металлические.

Мерная вилка состоит из линейки с двумя шкалами (с одной стороны — 2х-сантиметровые ступени толщины, с другой — 4х-сантиметровые), подвижной ножки и неподвижной ножки (фиксируется винтом).

## Требования к мерной вилке
- Ножки вилки должны быть перпендикулярны линейке.
- Ножки вилки должны соприкасаться по всей длине.

## Правила измерения диаметров мерной вилкой
- Мерная вилка должна касаться дерева в 3 точках.
- Плоскость, проходящая через ножки и линейку вилки, должна быть перпендикулярна стволу.
- Ножки вилки должны заходить за середину ствола.
- Отсчёт по линейке вилки снимают, не отнимая вилку от ствола.

Запрещается измерение диаметров в местах наплывов, утолщений, раздвоения ствола.